# بوزقزة
جبل بوزقزة أو الجبل الأزرق (بالأمازيغية: أذرار أزقزاو Adhrar Azegzaw) هو قمة جبلية في سلسلة جبال الخشنة ضمن الأطلس التلي في الجزائر، ويقع في بلدية قدارة بدائرة بودواو ضمن ولاية بومرداس في الجزائرية.

## الوصف
جبل بوزقزة هو أعلى قمة جبلية في ولاية بومرداس، بارتفاع قدره 1,033 م (3,389 قدم)، يُطل على شرق خليج الجزائر وعلى سهل متيجة، ويقابل جبال التيطري.
ويقابله «جبل بوزريعة» في غرب خليج الجزائر أين تم إنشاء قصبة الجزائر على سفحه من طرف بولوغين بن زيري.
ويمكن الوصول إلى قمة هذا الجبل عبر ثلاثة طرق وطنية هي الطريق الوطني رقم 5 والطريق الوطني رقم 29 والطريق السيار شرق-غرب.

## التاريخ
شهدت منطقة جبل بوزقزة أحداث معركة بوزقزة [الفرنسية] التي جرت أحداثها أثناء ثورة التحرير الجزائرية.
فقد قام الملازم علي خوجة بتاريخ 4، 8 و12 أوت 1957م على رأس كتيبة من جيش التحرير الوطني الجزائري بمواجهة القوات المسلحة الفرنسية التي كان يقودها جاك ماسو شخصيا رفقة ثلاثة جنرالات آخرين.
ورغم العتاد الكثير والتعداد الكبير للفرنسيين إلا أن هزيمة نكراء لحقت بهم حيث فقدوا حوالي 600 جندي إثر هذه المعركة التاريخية، في حين أن جنود الولاية الرابعة التاريخية لم يُحصوا إلا بعض الجرحى في صفوفهم · .

## جيولوجيا

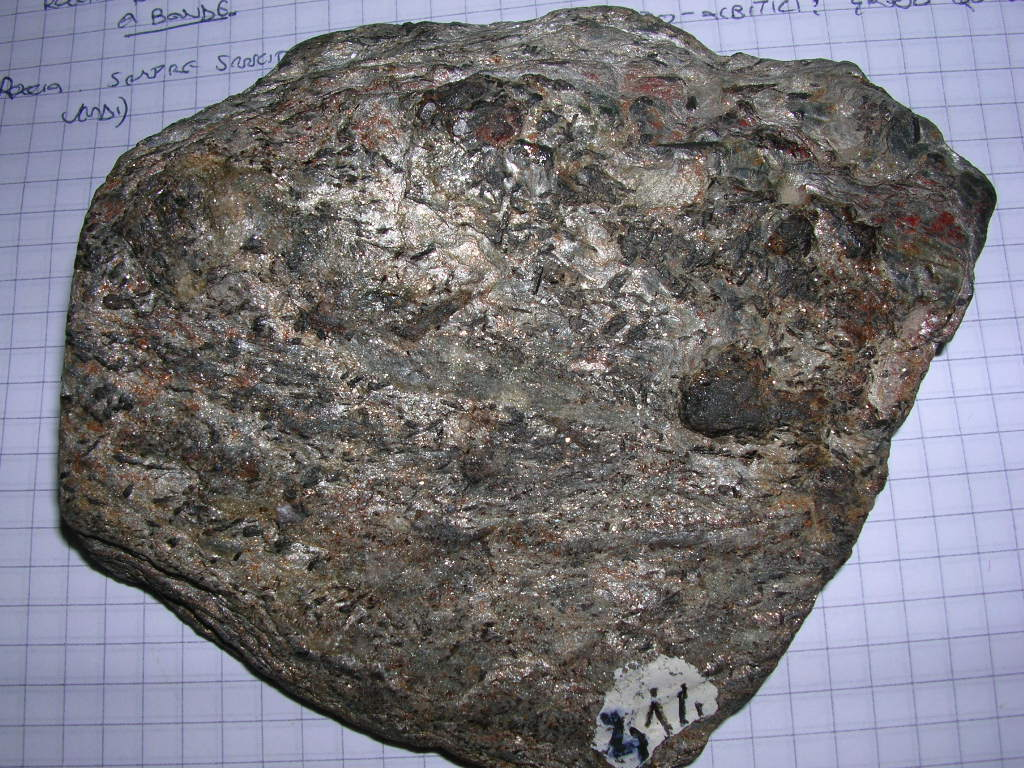
ميكاشيست

يعود نشوء جبل بوزقزة إلى العصر الرباعي من حقبة الحياة الحديثة في مقياس الزمن الجيولوجي.
وتتميز الأرضية المحيطة به باحتوائها رخاما رماديا ترتبط مواضعه بواسطة مسارات من السيدريت المحمر وخام الحديد.
كما يتميز تكوين هذه الأرضية باحتوائه كمية من الشيست البلوري، والميكاشيست [الفرنسية].

## المحاجر

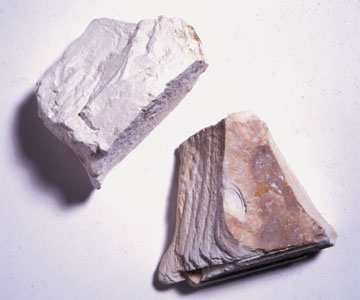
الصلصال

تتوزع حول سفح جبل بوزقزة العديد من المحاجر المتخصصة في استخراج:
- الصخور.
- الرخام.[12]
- الرمل.
- الحصى.
- الصلصال لصناعة الخزف.
- الخامات غير المعدنية.[13]

## السياحة
تُعتبر منطقة «كاف بوكردان» قرب جبل بوزقزة من أماكن الاستقطاب السياحي لسكان ولاية الجزائر وولاية بومرداس والولايات الأخرى.
وتستقطب العديد من المعالم السياحية اهتمام الزوار، ومن بينها:
- حجرة شادي
- غار عمتي حسنة

## الوديان

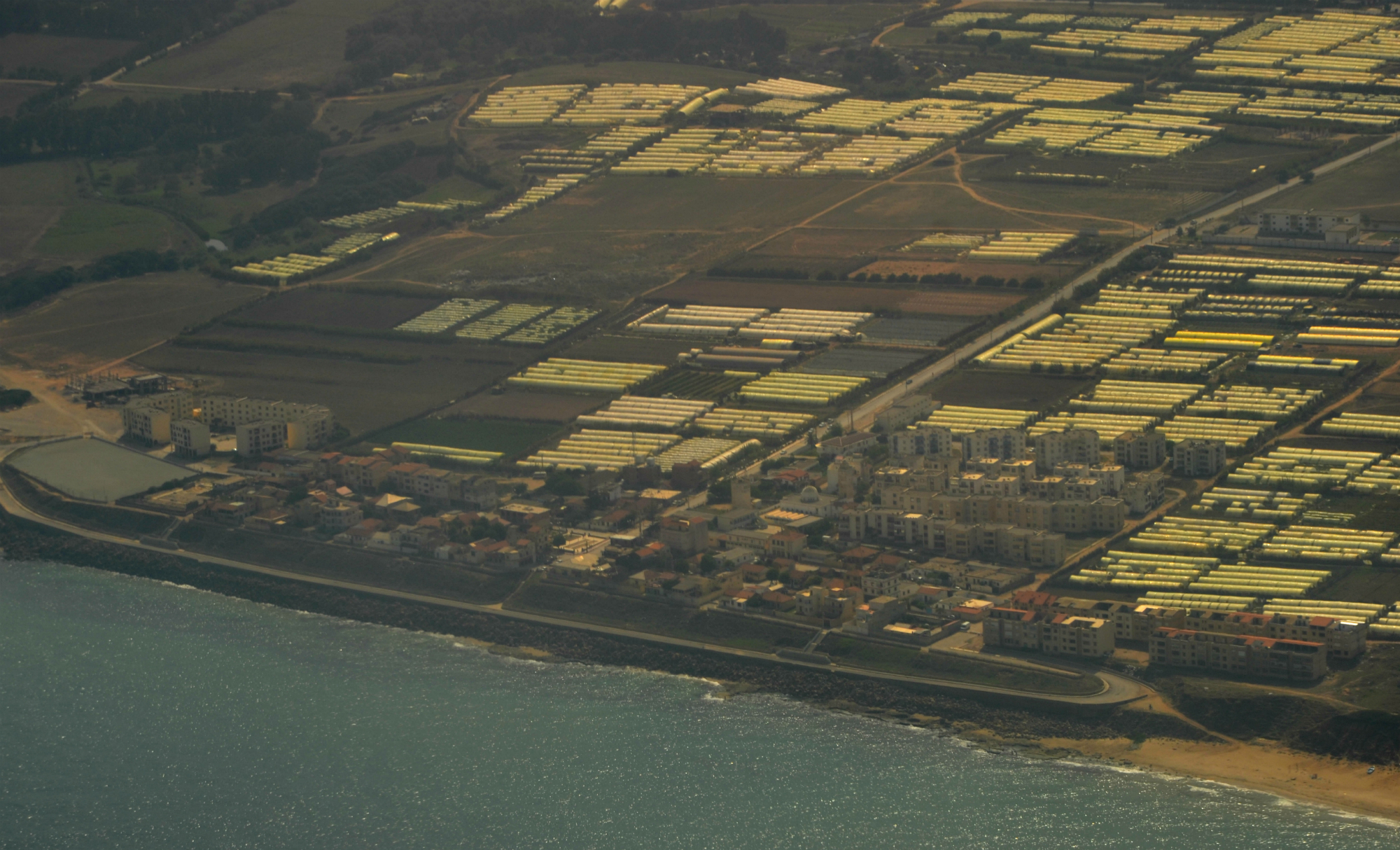
مصب وادي بودواو

تنبع في «جبل بوزقزة» وتسري حوله العديد من الوديان منها:
- وادي بوزقزة
- وادي بودواو[14]
- وادي قورصو
- وادي فارح

## السدود والبحيرات

سد قدارة

- سد قدارة
- قلتة الشاقور

## التنوع البيئي

### الأشجار
تحيط أنواع عديدة من الأشجار بجبل بوزقزة ضمن أحراج غابة بوزقزة.

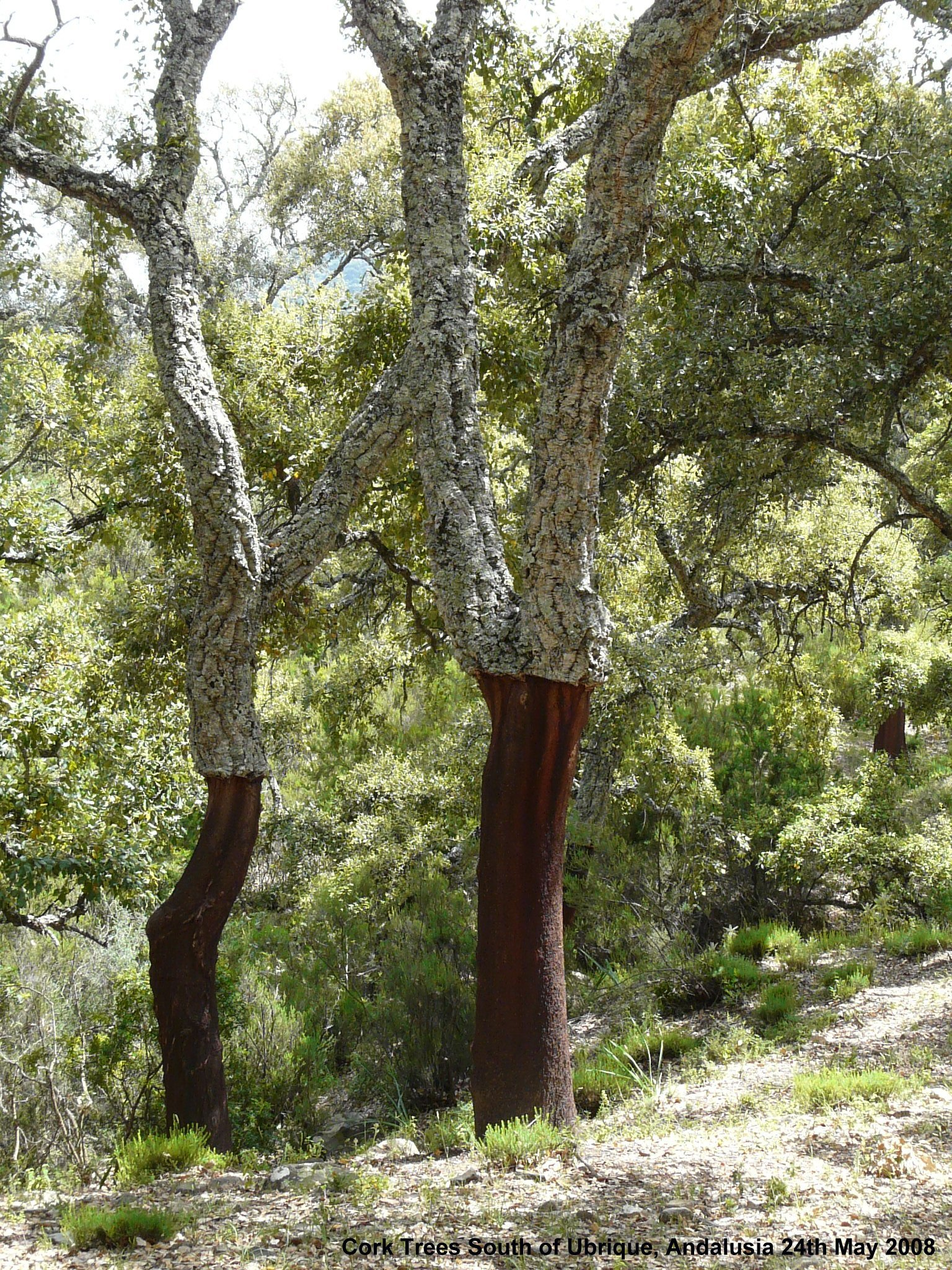
بلوط الفلين
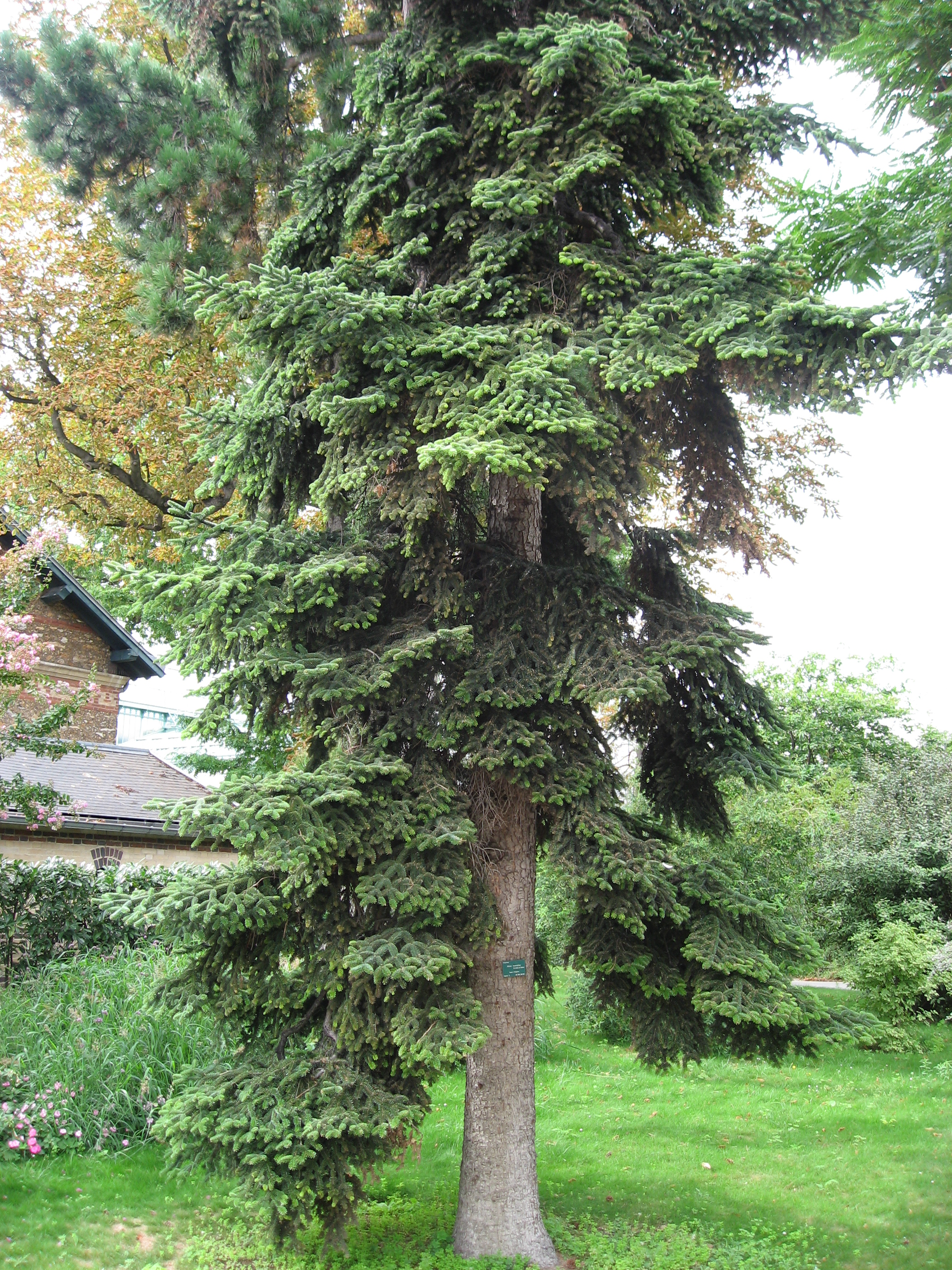
شوح نوميدي
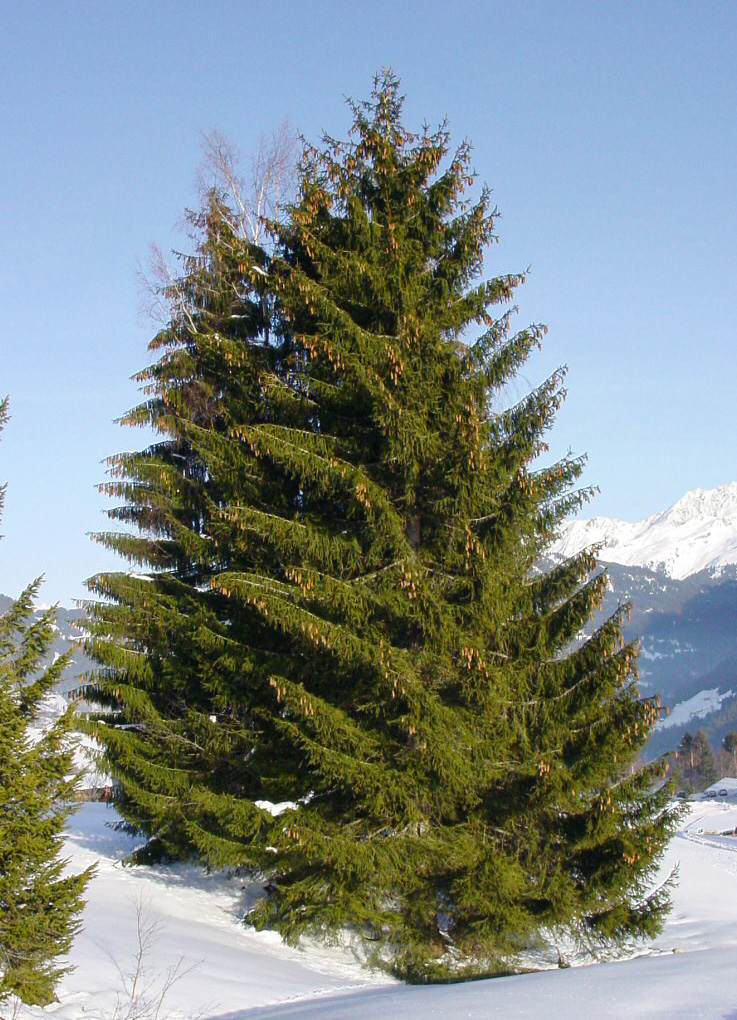
التنوب النوميدي
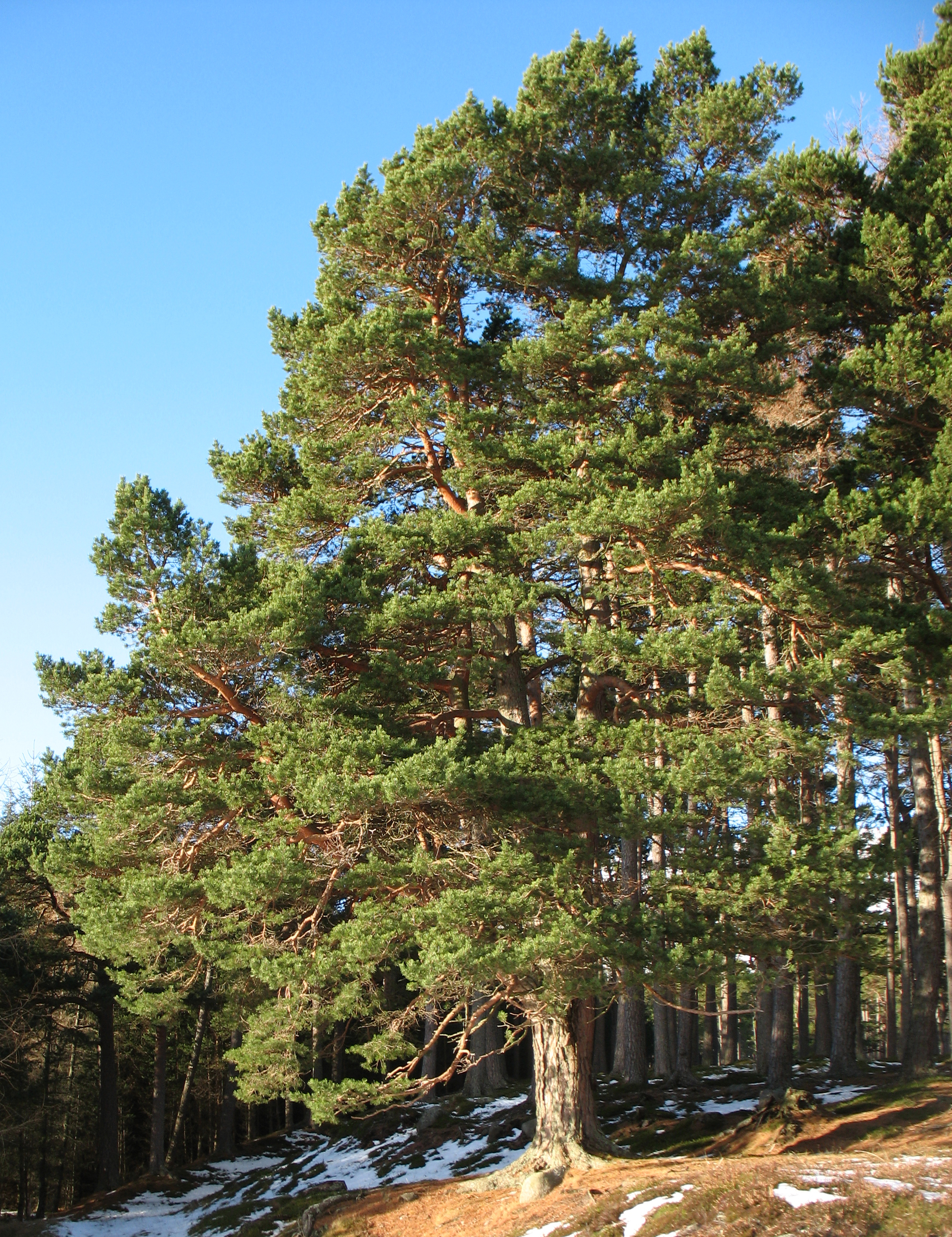
صنوبر بري
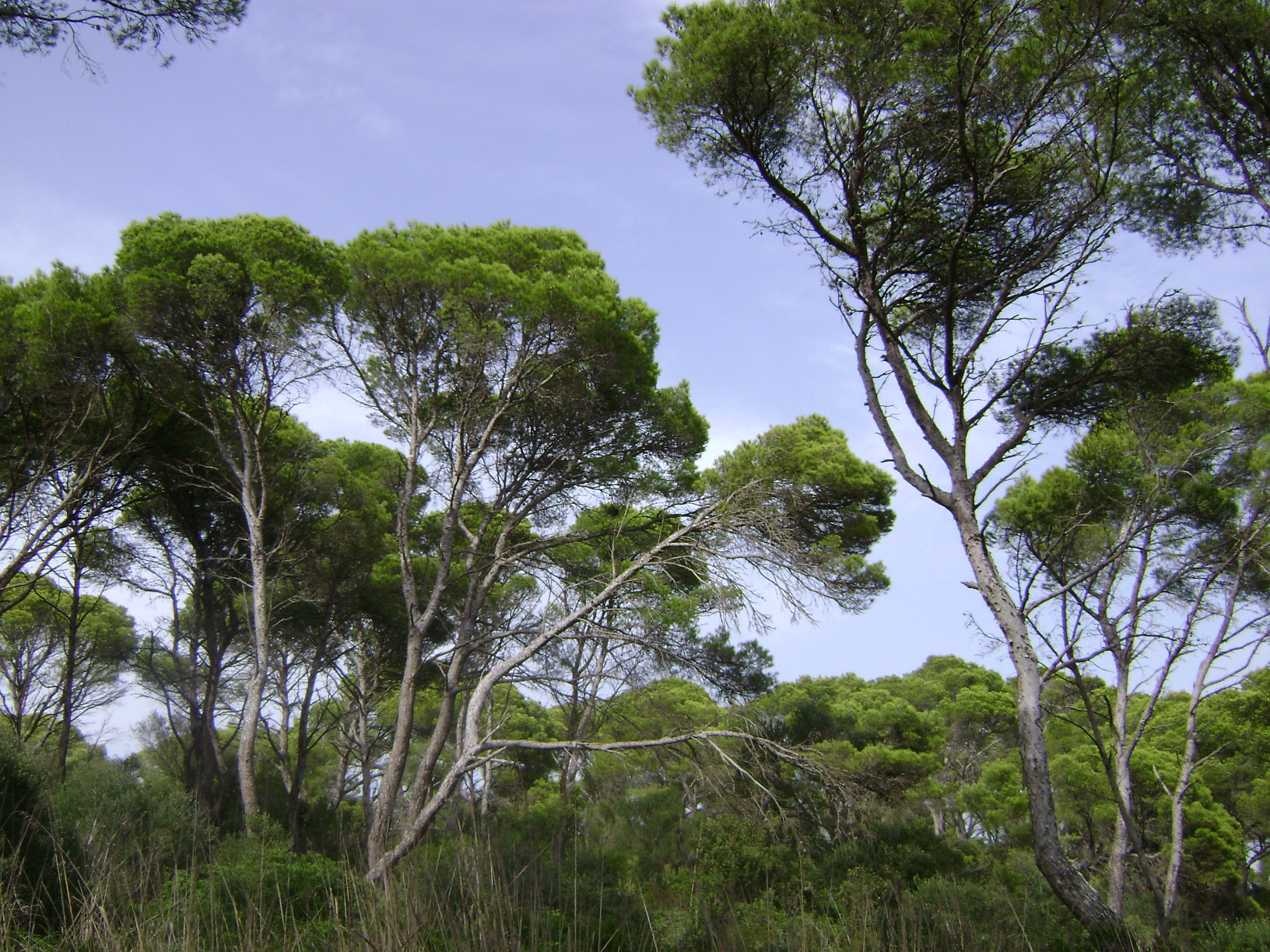
صنوبر حلبي
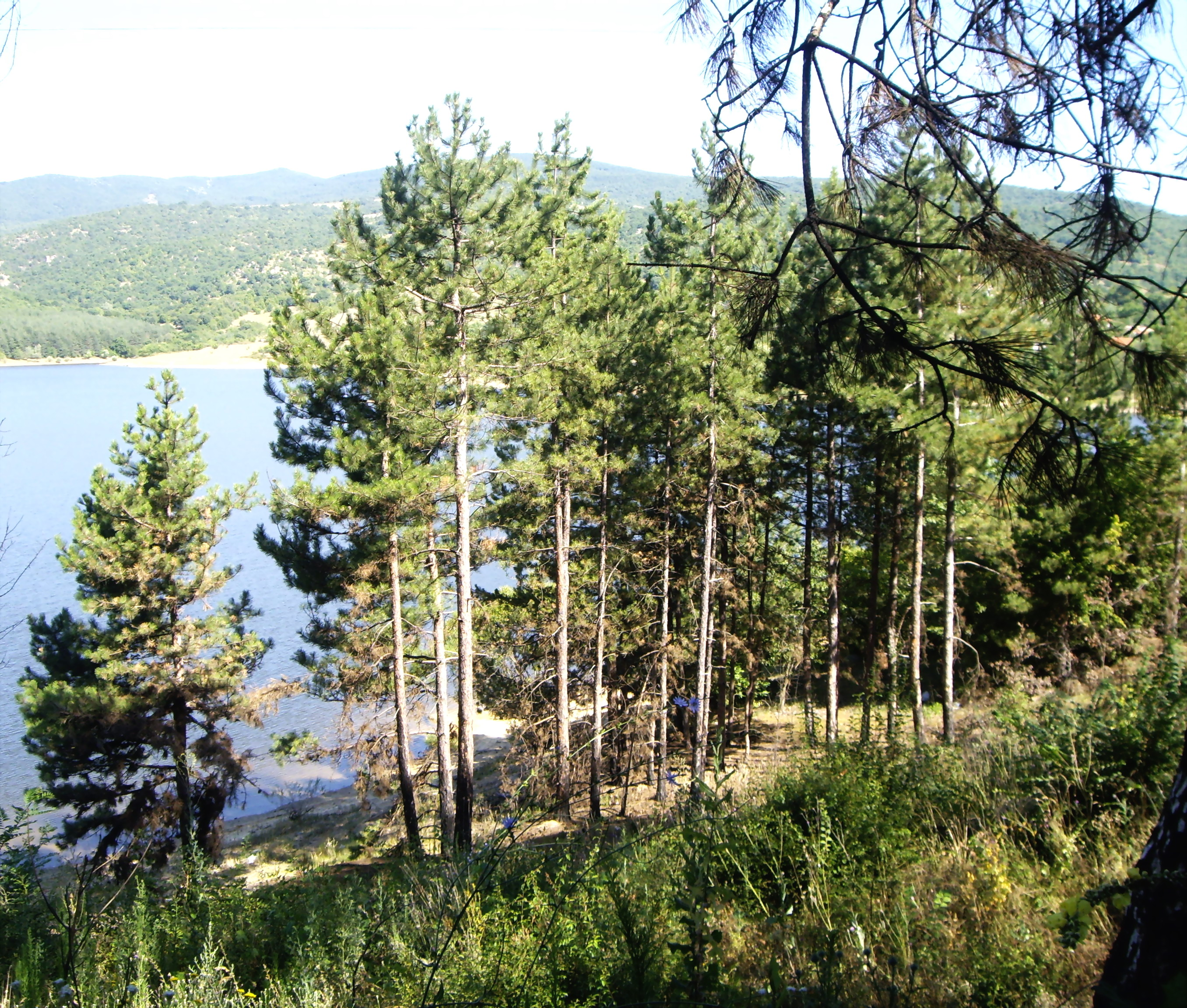
صنوبر أسود
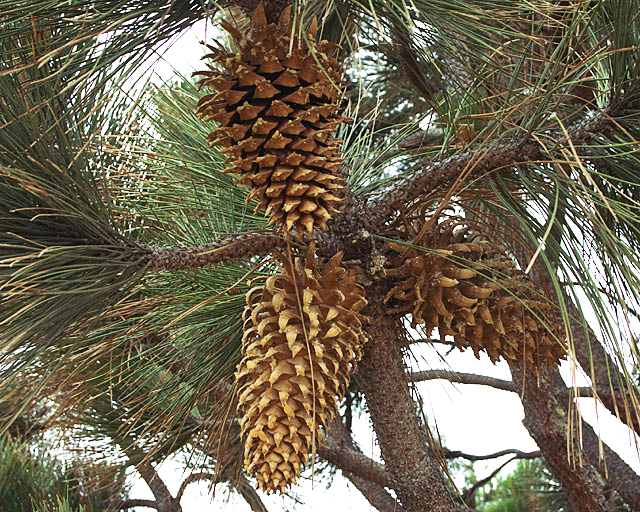
صنوبر كولتري
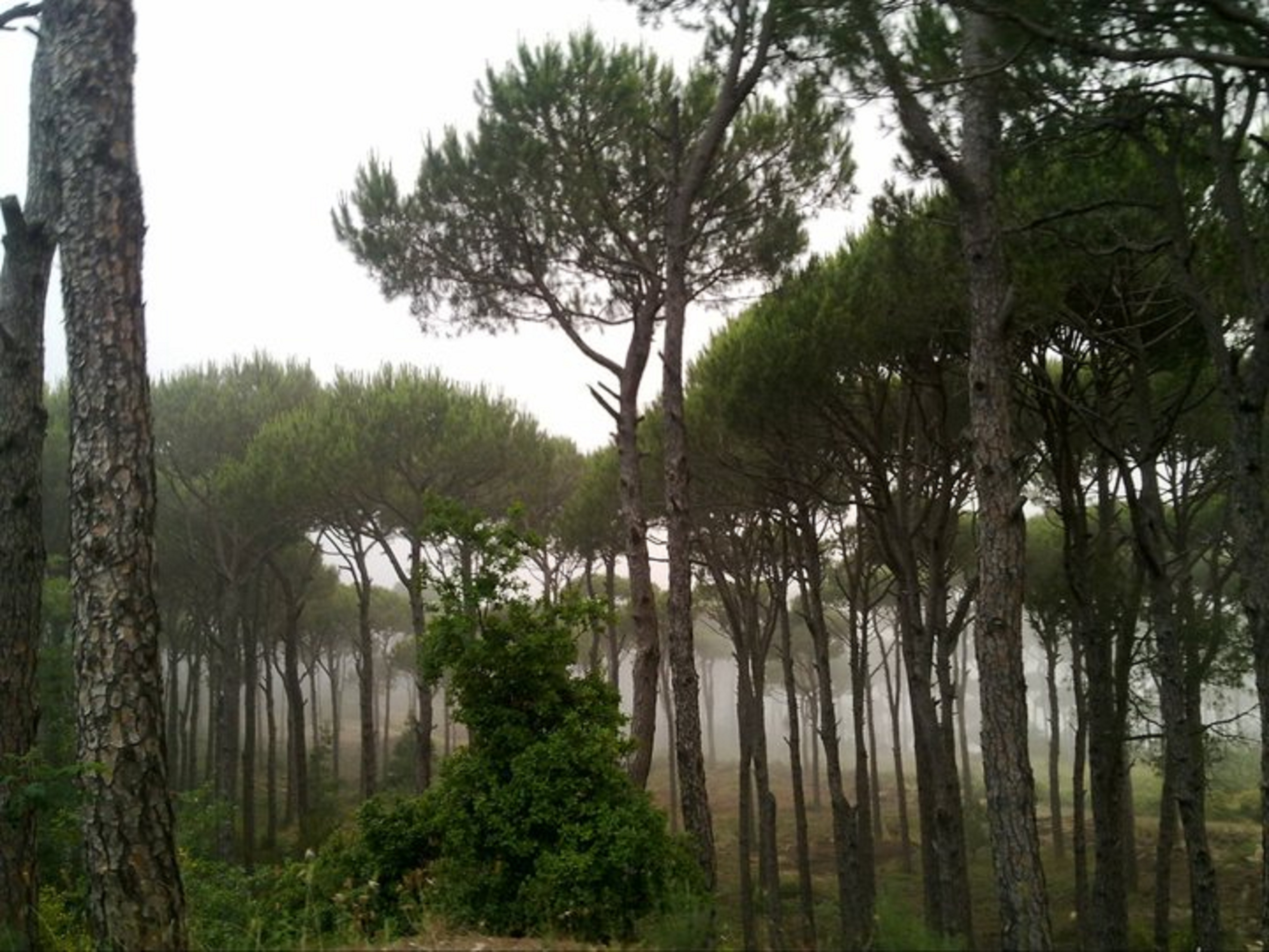
صنوبر ثمري
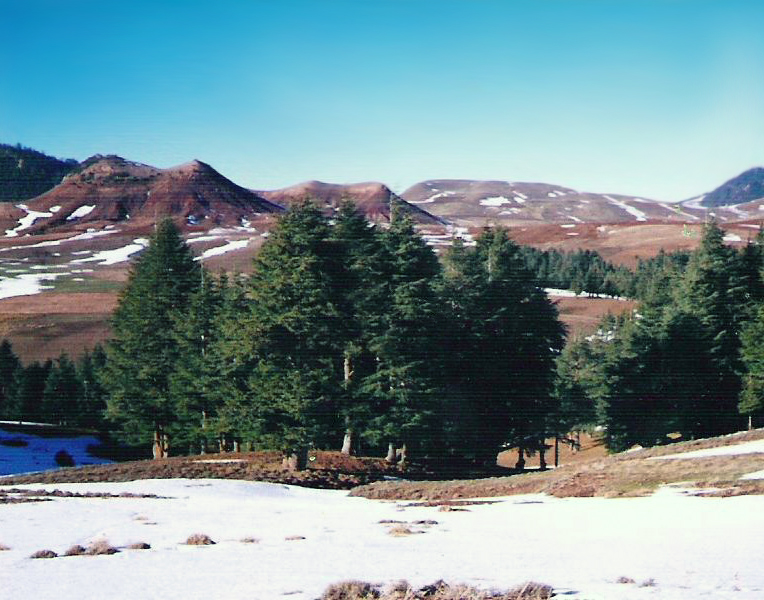
أرز أطلسي
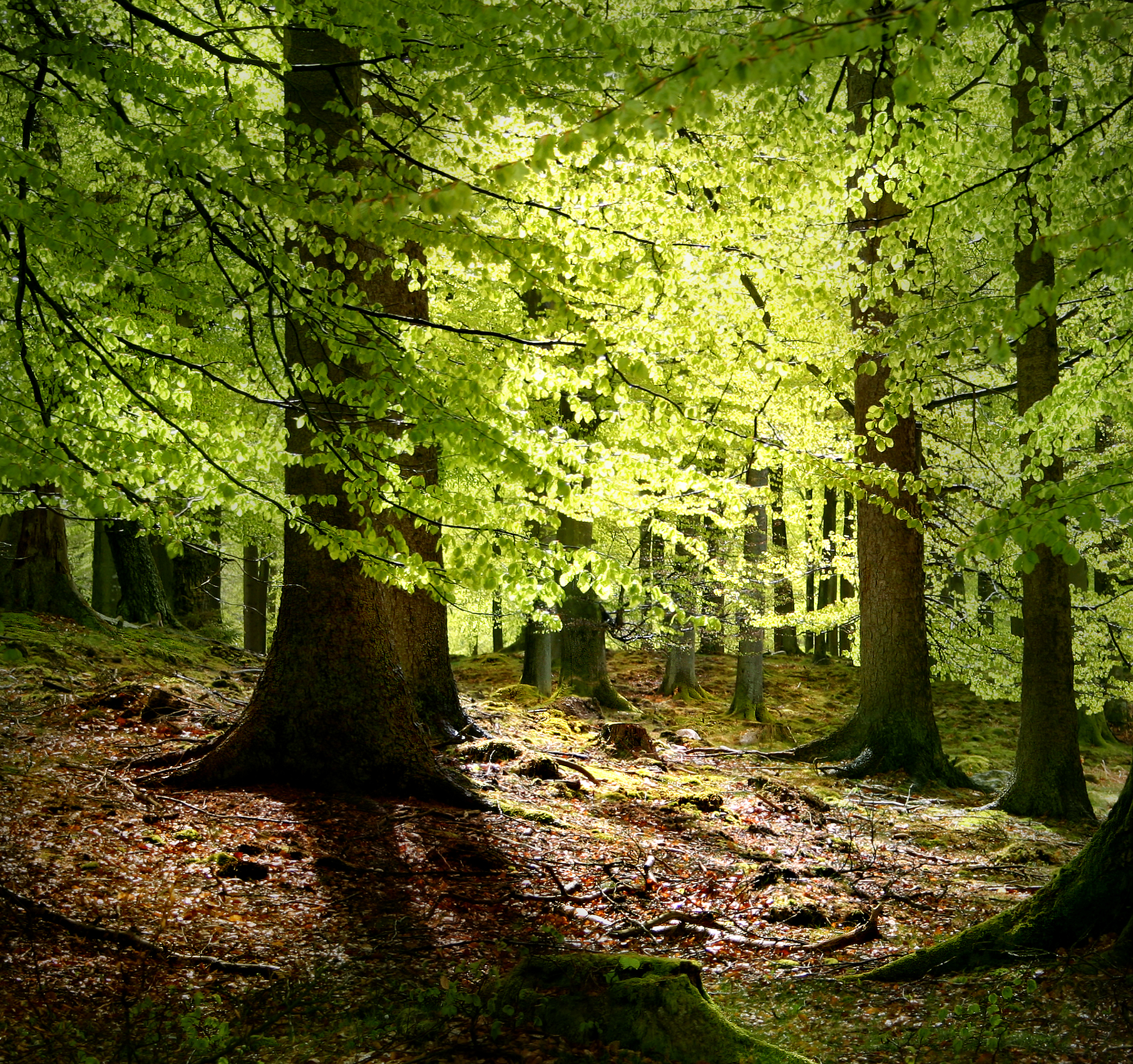
زان أوروبي

### المكاك البربري

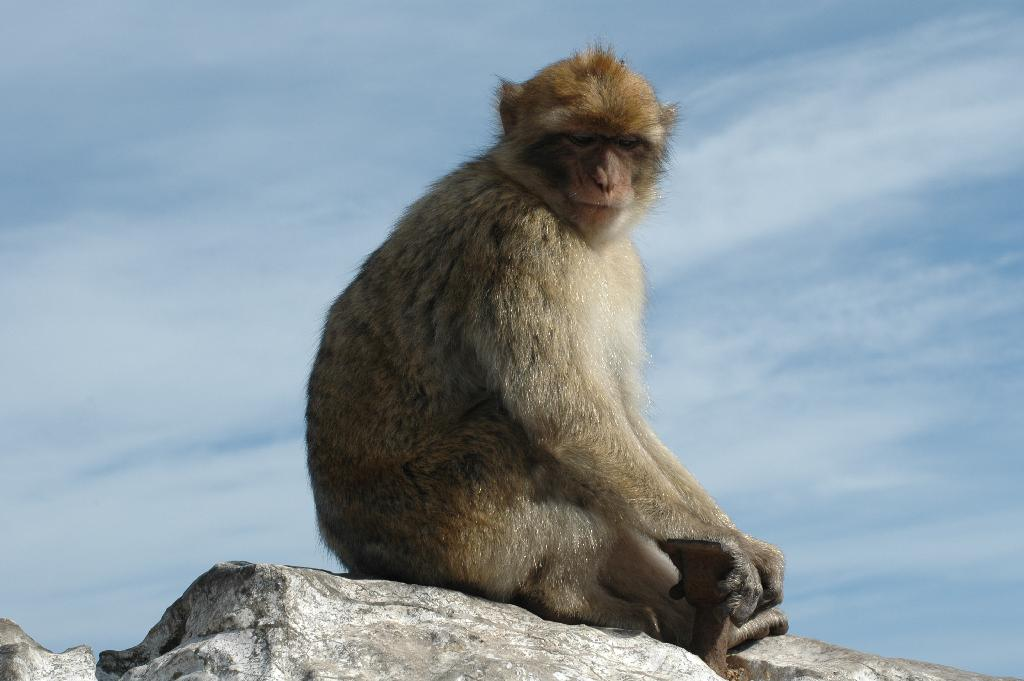
المكاك البربري

يوجد المكاك البربري قرب «جبل بوزقزة»، ويخرج أحيانا إلى الطرقات والمناطق المأهولة بالسكان لطلب الطعام.
وقد اتخذت الحكومة الجزائرية عدة إجراءات لحماية هذا الحيوان الذي أصبح مهددا، كوضع إشارات في أماكن تواجده بكثرة لمنع إطعام الماغو ومنع امتلاكه لغرض التربية، فبعض الأطعمة التي يقدمها الأشخاص للقردة تؤدي به إلى الوفاة بعض الأحيان.
كما بادرت الحكومة الجزائرية بإنشاء عدة محميات طبيعية أين تتواجد الأعداد الكبيرة منه مثل الحديقة الوطنية تازة والحديقة الوطنية قورايا المطلتين على خليج بجاية، وكذلك في الحديقة الوطنية جرجرة.

### الحيوانات
تعيش العديد من أنواع الثدييات في «جبال الخشنة» ضمن أحراج غابة بوزقزة والغابات الأخرى.

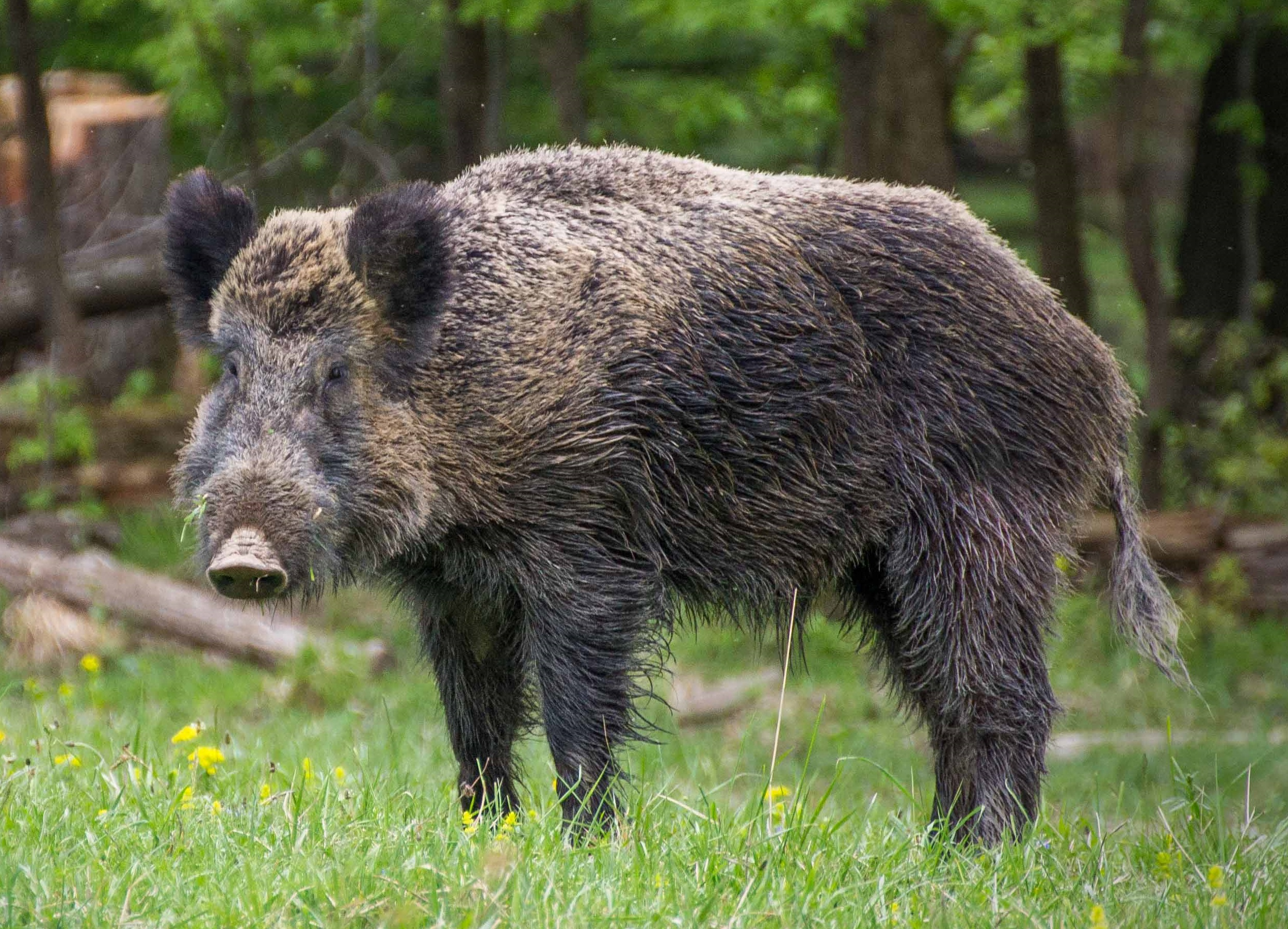
خنزير بري
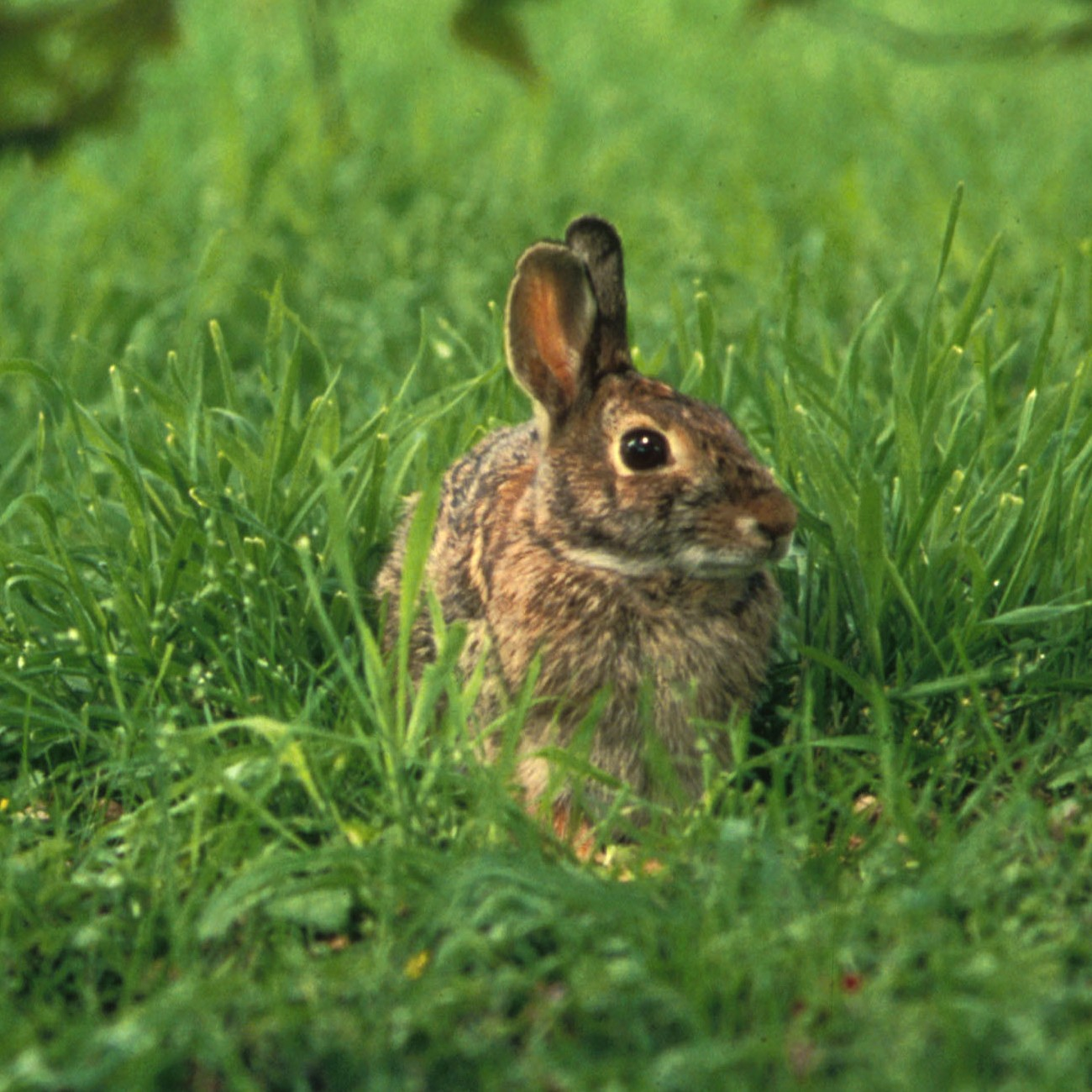
أرنب
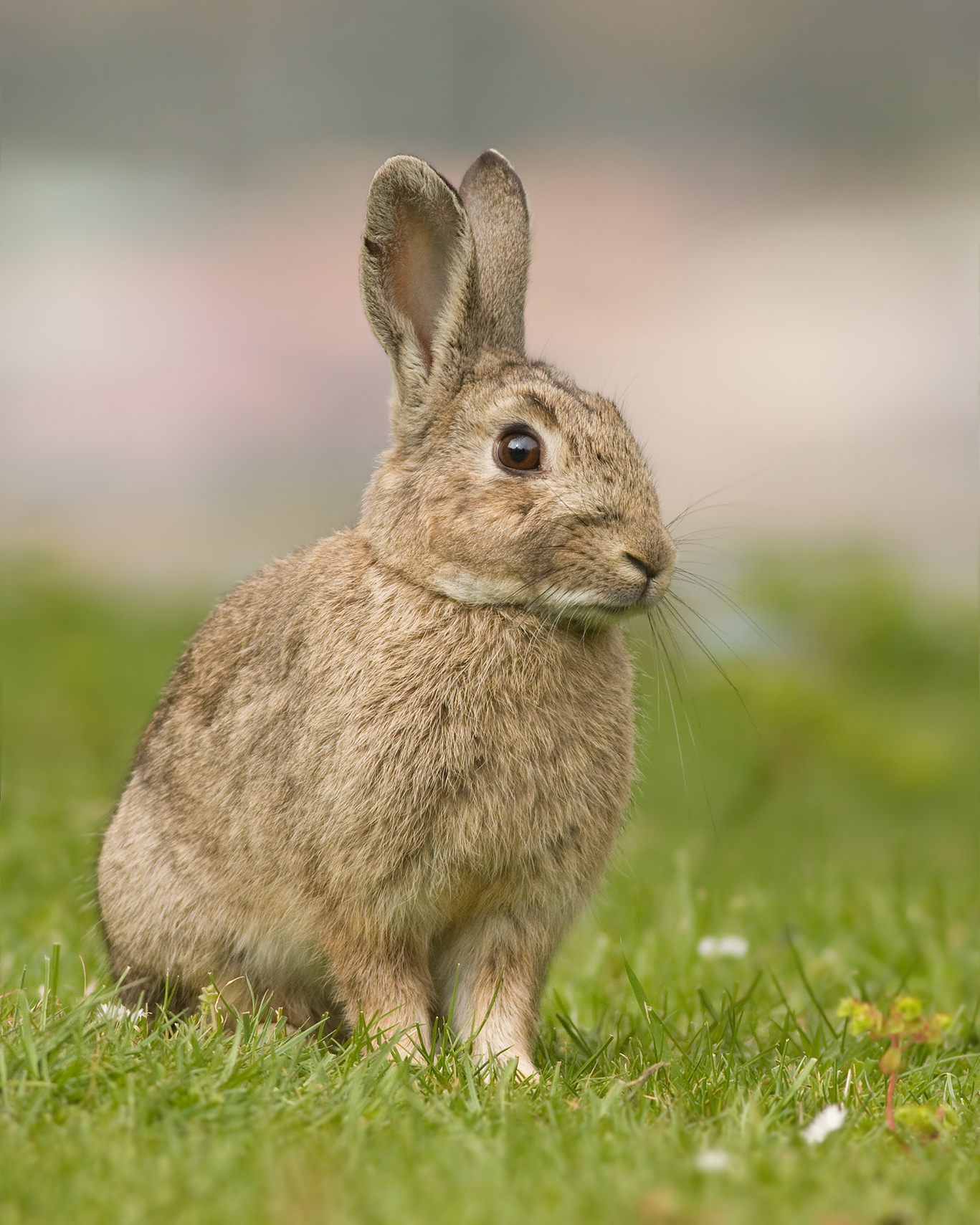
أرنب أوروبي
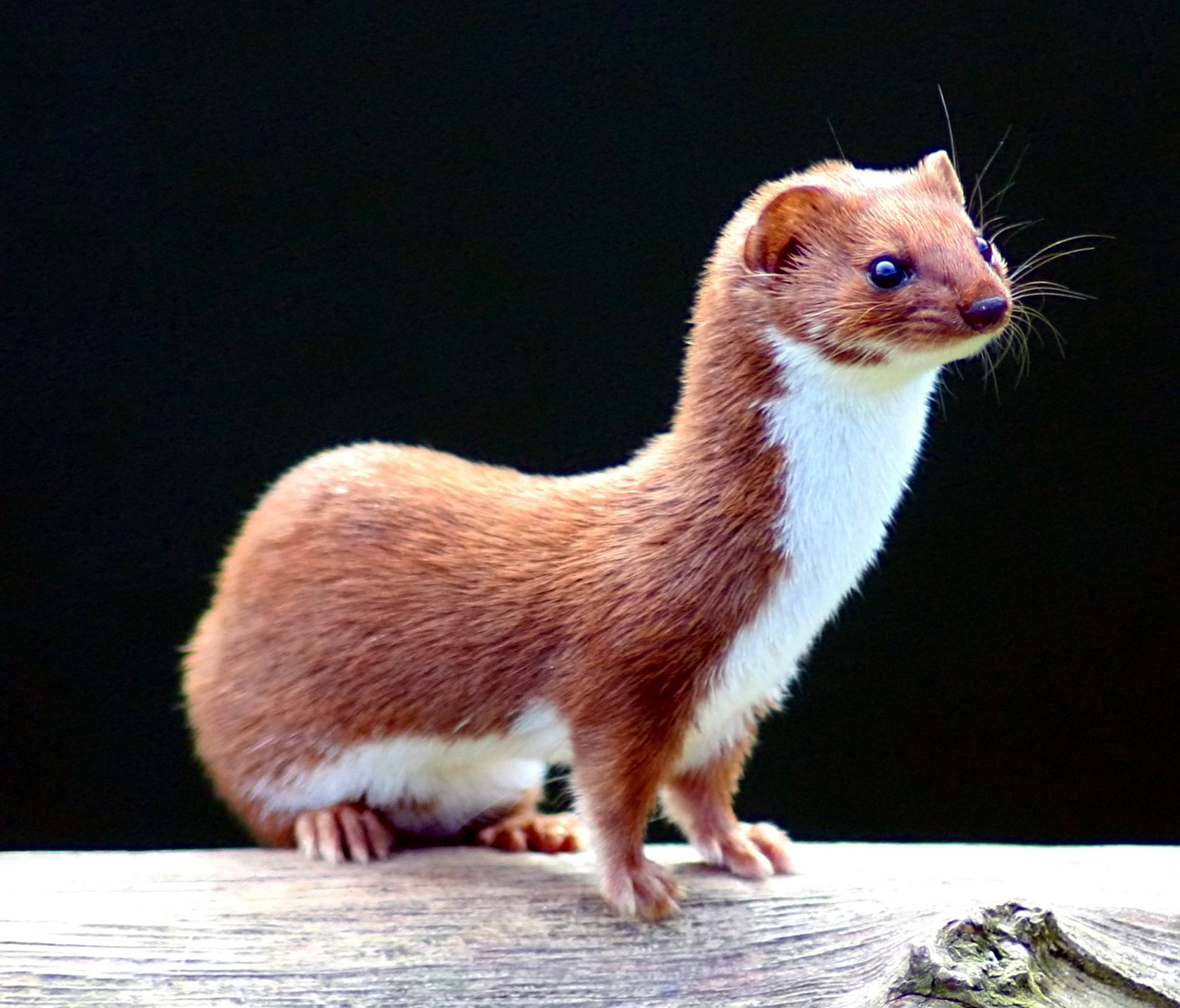
ابن عرس صغير
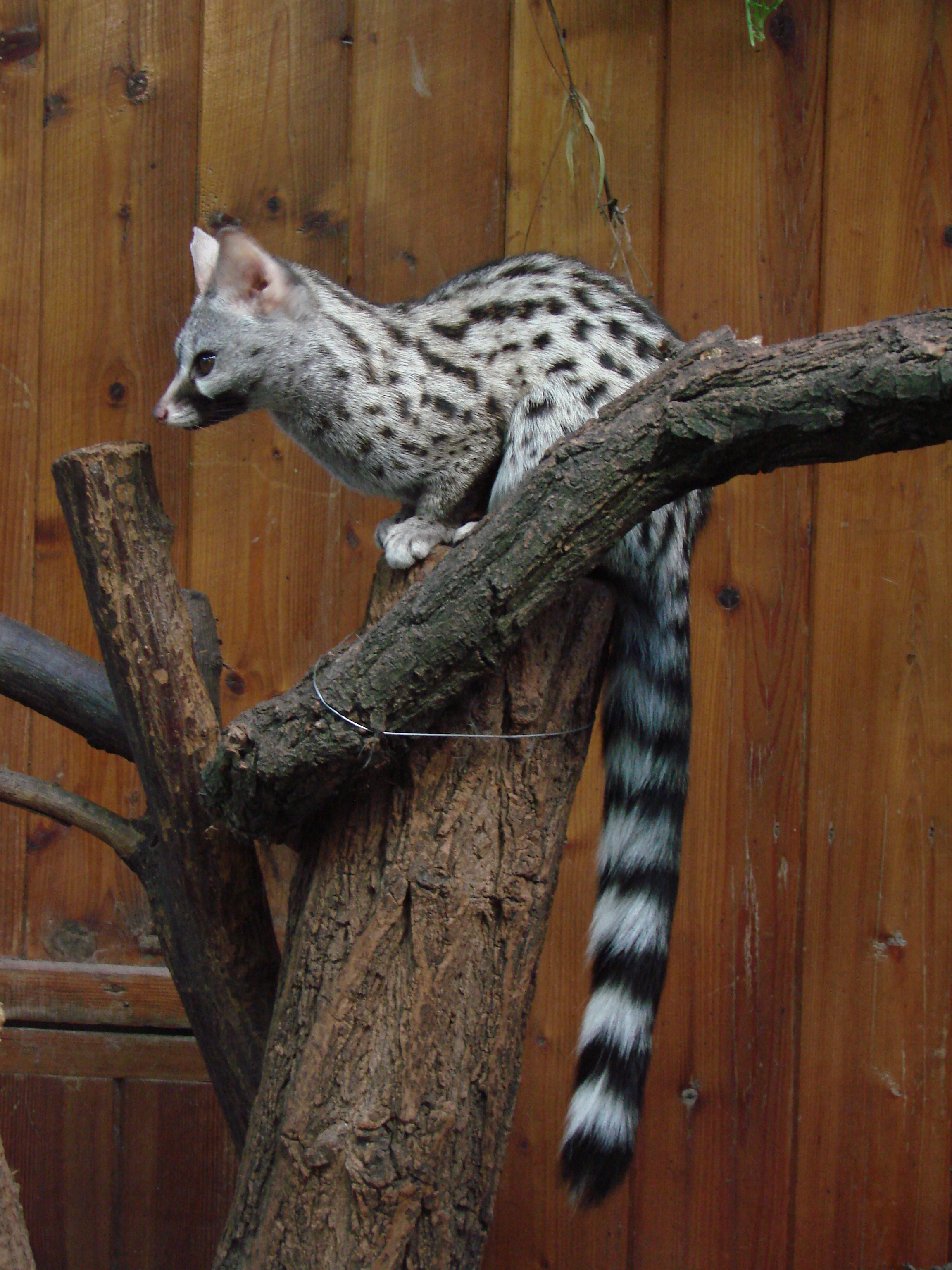
زردي
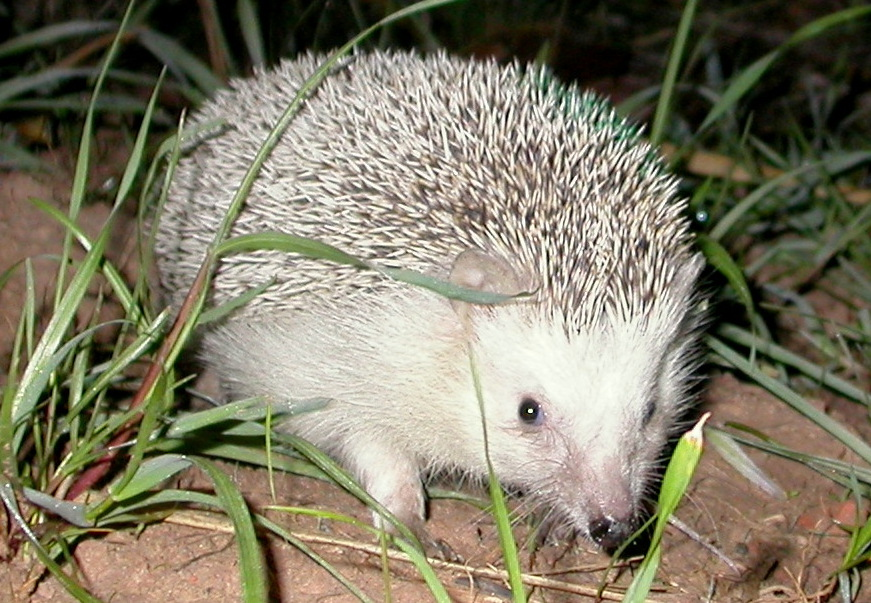
قنفذ شمال أفريقيا
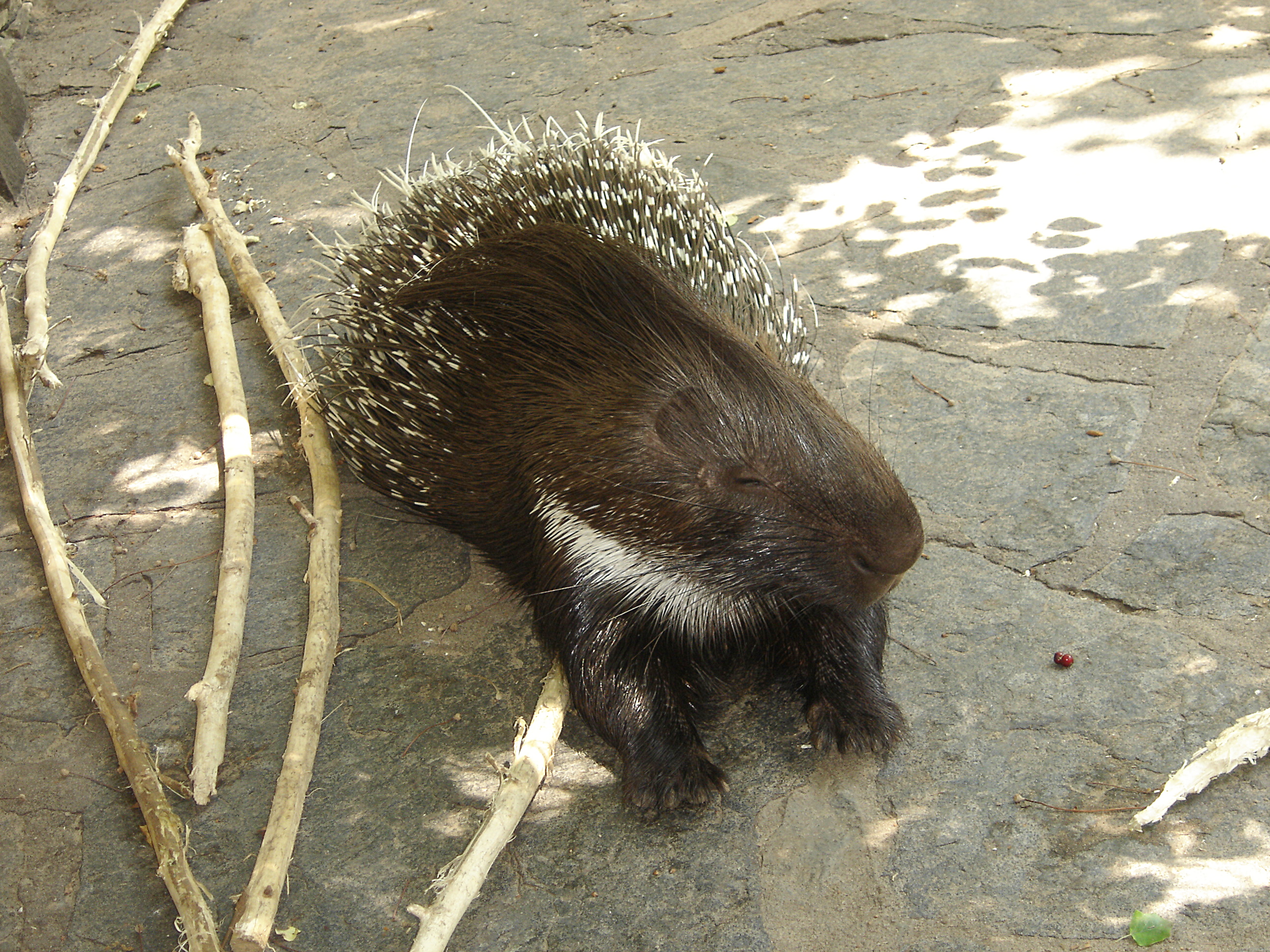
نيص
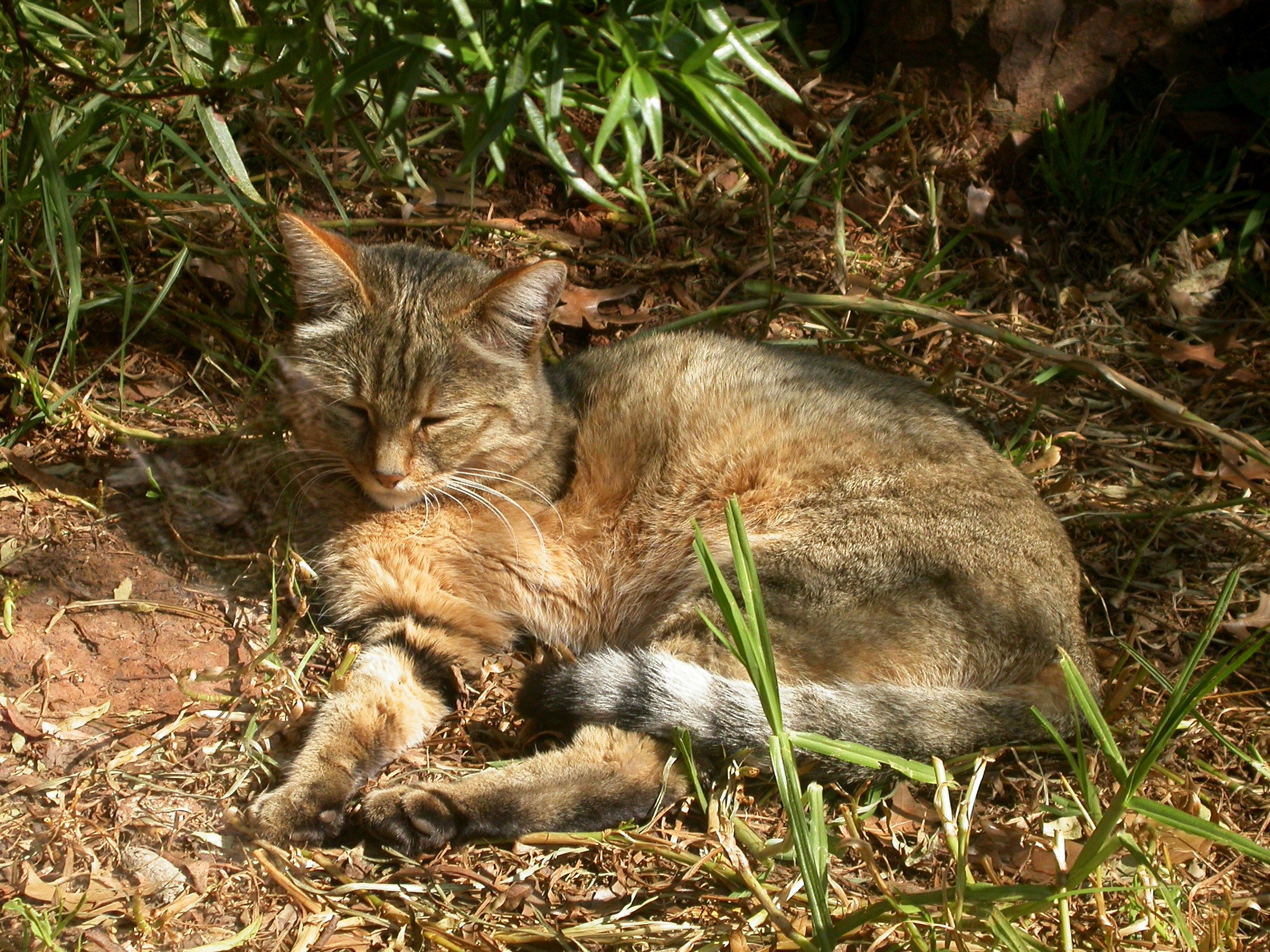
قط بري
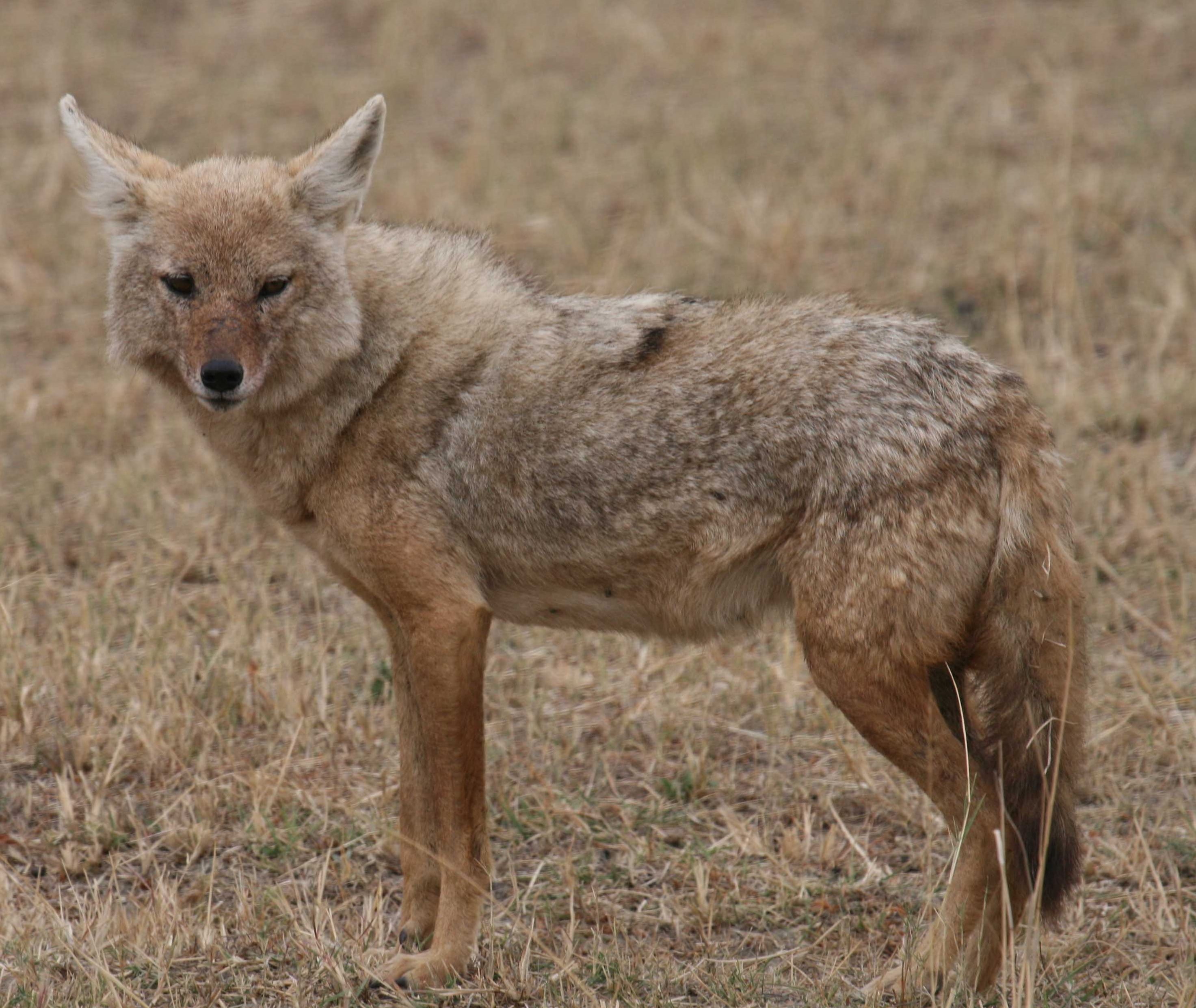
ابن آوى الذهبي
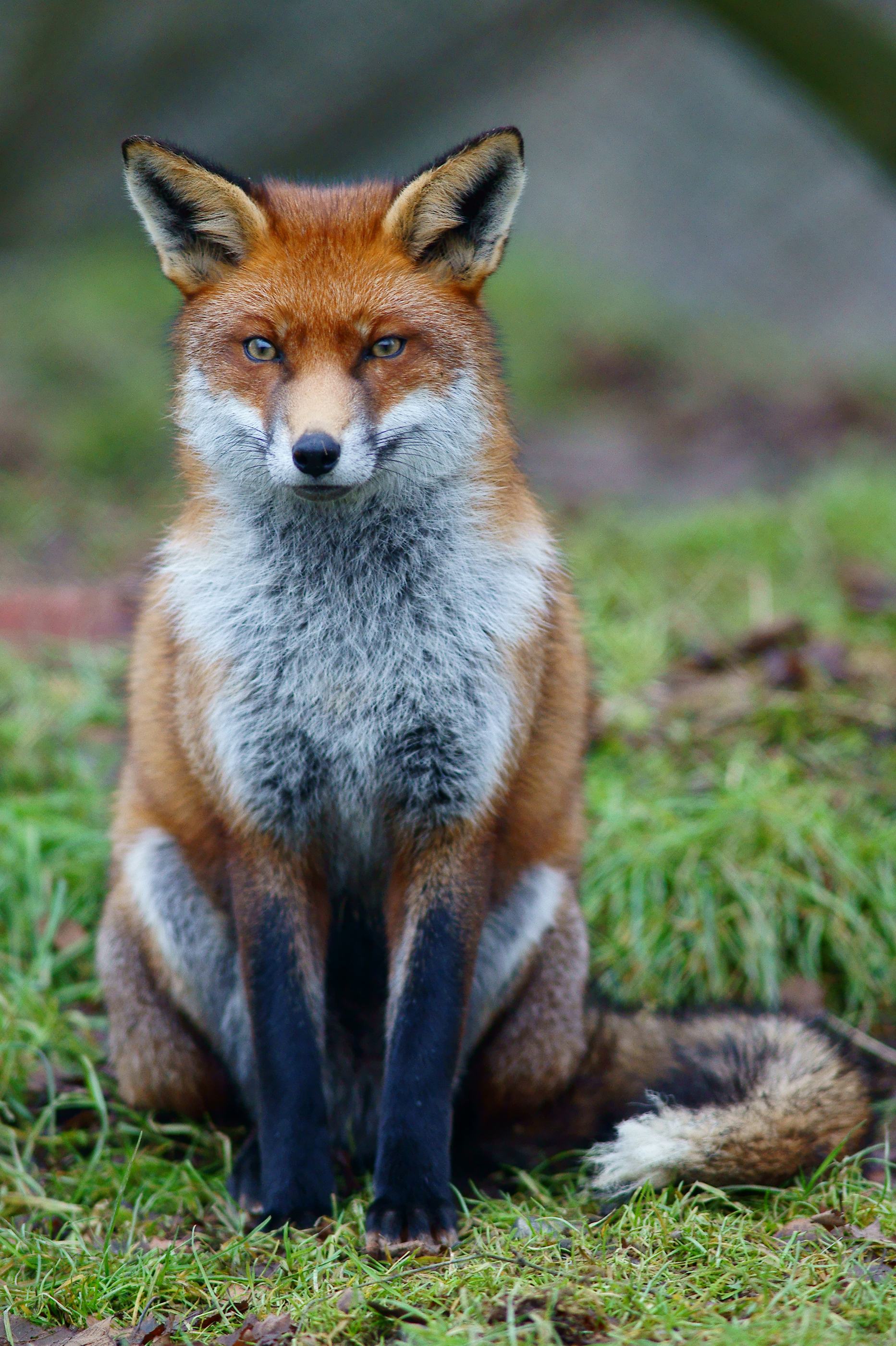
ثعلب أحمر
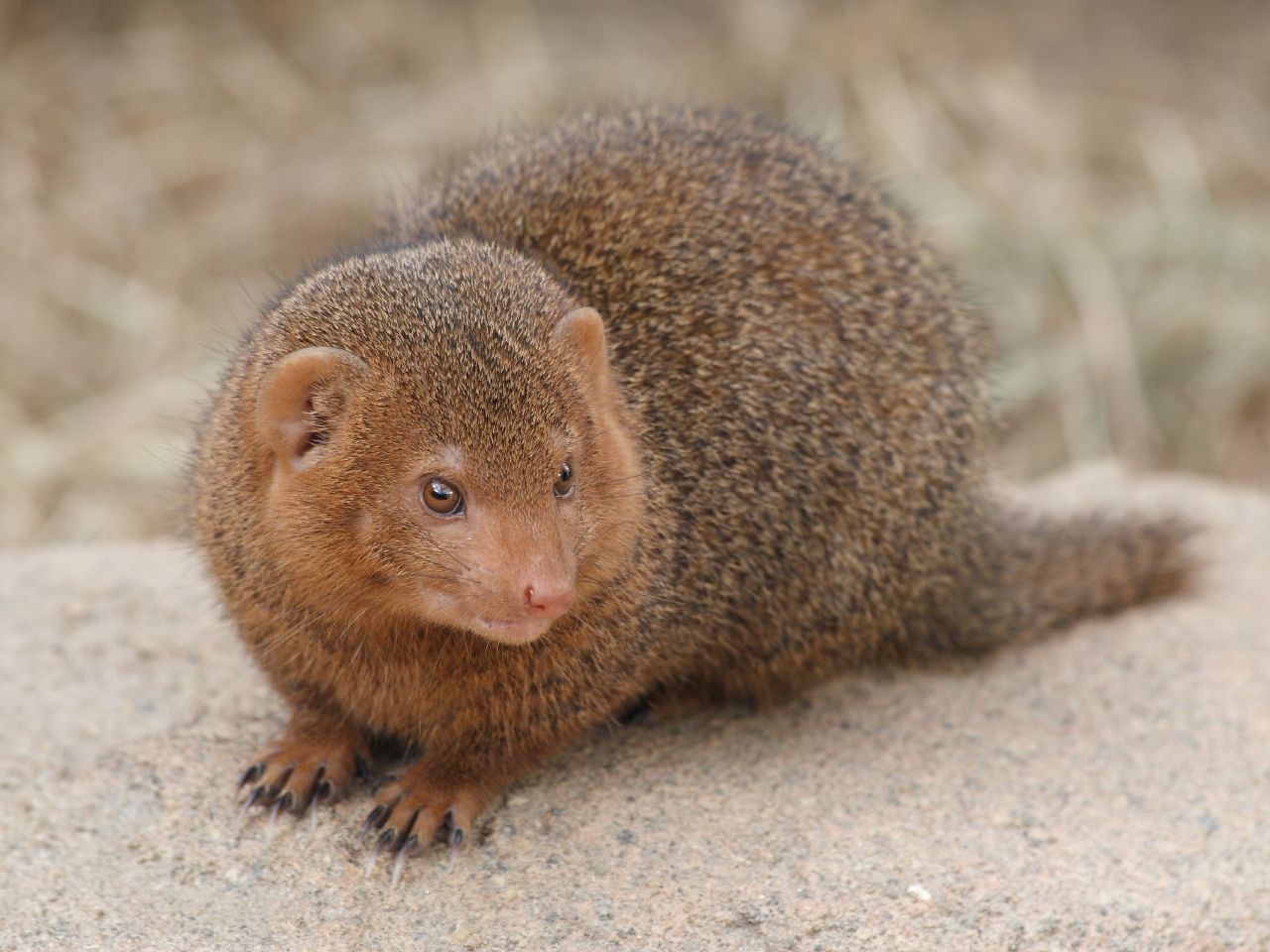
نمس
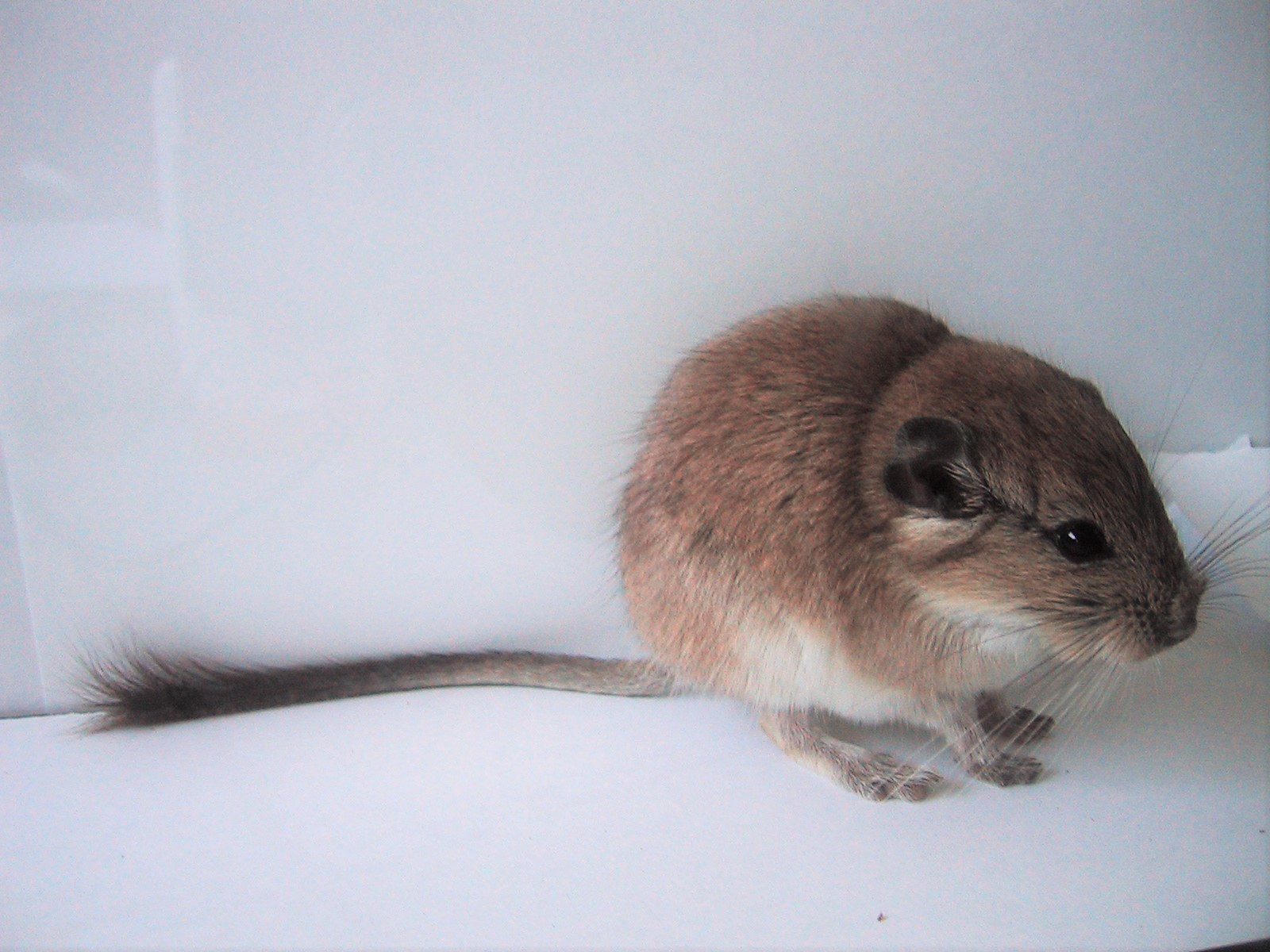
الفأر البني

## مكتبة الصور

موقع جبل بوزقزة
جبل بوزقزة
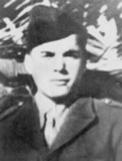
علي خوجة
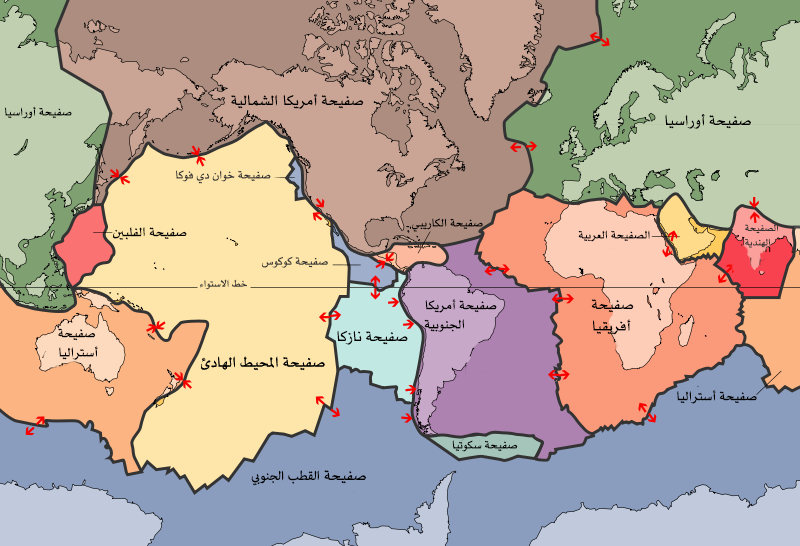
الصفائح التكتونية

### مواضيع ذات صلة
- قائمة جبال الجزائر
- الأطلس التلي
- جبال الخشنة
- القبائل الكبرى
- ولاية بومرداس
- الطريق الوطني رقم 5
- الطريق الوطني رقم 29
- الطريق السيار شرق-غرب
- قائمة طرق وطنية في الجزائر

### فيديوهات
- جبل بوزقزة على يوتيوب.
- جبل بوزقزة على يوتيوب.
- جبل بوزقزة على يوتيوب.
- جبل بوزقزة على يوتيوب.

### وصلات خارجية
- الموقع الرسمي لولاية بومرداس